# IC 5172
IC 5172 ist eine Spiralgalaxie vom Hubble-Typ Sbc im Sternbild Pegasus am Nordsternhimmel. Sie ist schätzungsweise 488 Millionen Lichtjahre von der Milchstraße entfernt.
Das Objekt wurde am 10. November 1903 vom französischen Astronomen Stéphane Javelle entdeckt.